# The Gap n.º 39
The Gap n.º 39 es un municipio rural canadiense situado en la provincia de Saskatchewan.

## Superficie
The Gap n.º 39 tiene una superficie de 795,76 km².

## Demografía
En 2021, tenía 181 habitantes, una densidad poblacional de 0,2 hab./km², y 95 viviendas.